# Malcocinado
Malcocinado – gmina w Hiszpanii, w prowincji Badajoz, w Estramadurze, o powierzchni 26,24 km². W 2011 roku gmina liczyła 426 mieszkańców.